# 富士見市立勝瀬小学校
富士見市立勝瀬小学校（ふじみしりつ かつせしょうがっこう）は、埼玉県富士見市大字勝瀬にある市立小学校。通称は「勝小」（かっしょう）。

## 概観
学校教育目標は「仲よく 本気で 最後までがんばる子 」。1971年（昭和46年）4月1日に開校した。
- 埼玉県西部教育事務所管内屈指の生徒数を誇る大規模校で、富士見市4番目の生徒数の小学校である。令和4年5月1日現在で全校生徒数591名。
- 校舎は3階建て。

## 進学先中学校
- 富士見市立勝瀬中学校

## アクセス
- 東武東上線ふじみ野駅から徒歩20分。

## 著名な出身者
- 長内厚 - 経営学者